# Lamprops fuscatus
Lamprops fuscatus är en kräftdjursart som beskrevs av Sars 1865. Lamprops fuscatus ingår i släktet Lamprops och familjen Lampropidae. Inga underarter finns listade i Catalogue of Life.

## Bildgalleri

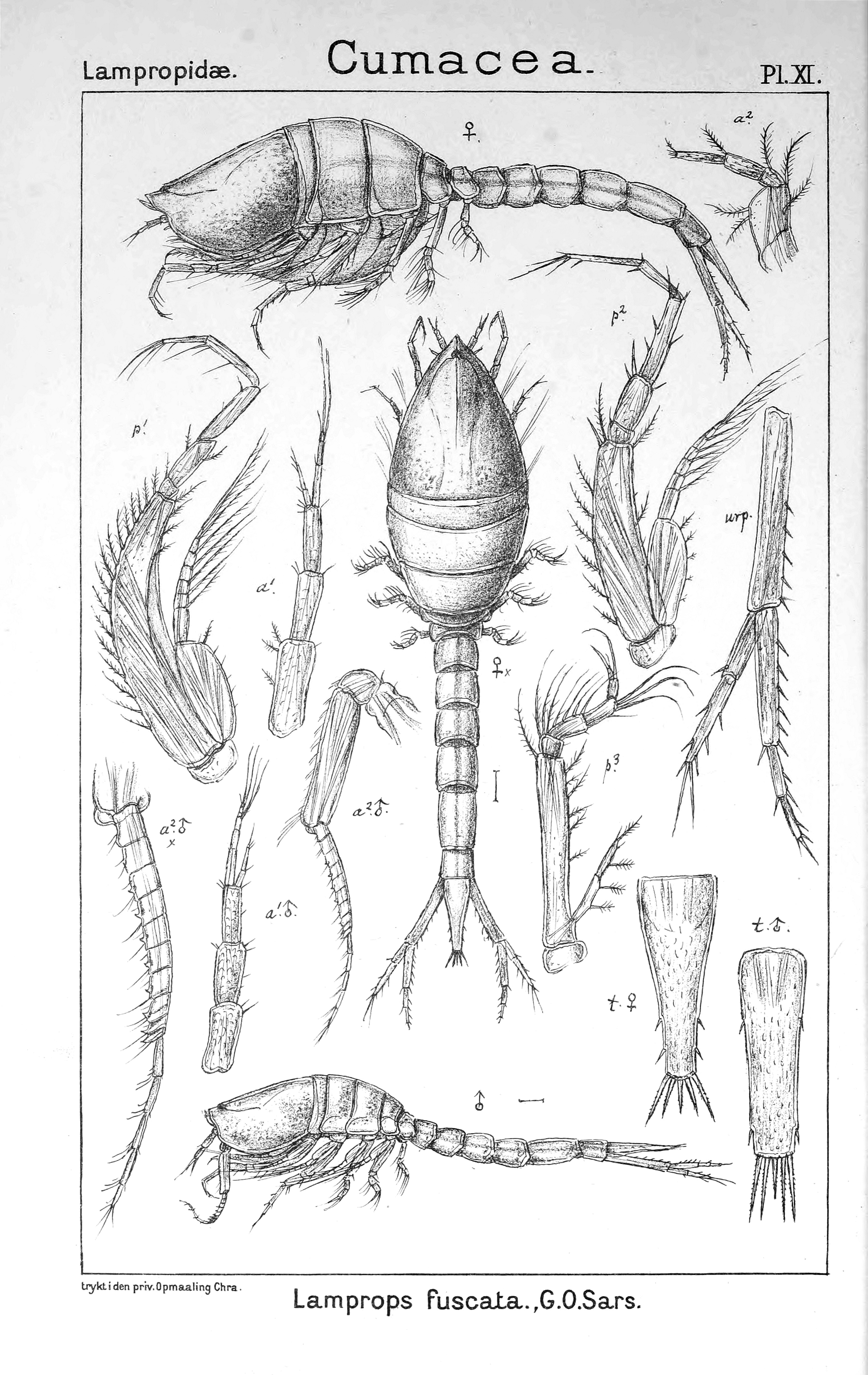